# Systém sociálního kreditu
Systém sociálního kreditu či systém společenského kreditu (čínsky 社會信用體系) je připravovaný státní systém hodnocení obyvatel Čínské lidové republiky na základě různých aspektů jejich ekonomického a společenského chování (společenské důvěryhodnosti), na jehož základě se bude jednotlivým občanům poskytovat různá úroveň přístupu k veřejným službám.

## Historie
Systém byl představen v roce 2014 čínskou Státní radou. Podle oficiálního vládního dokumentu ze dne 14. června 2014, v němž bylo vytvoření nové hodnotící strategie představeno, je cílem systému vytvoření důvěryhodného prostředí veřejného mínění. Hodnocení má klást důraz na čtyři oblasti, a to „poctivost ve vládních záležitostech“ (政务诚信), „obchodní upřímnost“ (商务诚信), „společenskou upřímnost“ (社会诚信) a „důvěryhodnost soudů“ (司法公信). Posléze byly k připravovanému systému vydány i další vládní dokumenty, kterými se politika hodnocení upřesnila a zároveň byla zavedena zásada, podle které porušení důvěry občanem na jednom místě povede k jeho postihům na vícero místech.
V roce 2015 vláda pověřila 8 soukromých technologických společností vývojem algoritmů a vytvořením menších zkušebních systémů; k těmto firmám patřila například China Rapid Finance, partner konglomerátu Tencent (provozovatel největší čínské sociální sítě WeChat) nebo firma Ant Financial ze skupiny Alibaba Group (provozovatel platebního systému Alipay), jež vytvořila kreditní systém Sesame Credit, který využívá dat uživatelů jednotlivých služeb skupiny.
V současnosti (2018) probíhá zkušební provoz, do něhož se dobrovolně zapojilo několik milionů obyvatel; dále se testování účastní i některá města a technologické platformy. Úplné spuštění státního systému s povinnou účastí všech občanů ČLR i některých firem je plánováno na rok 2020.

## Fungování systému a jeho důsledky
Podstatou systému je vytvoření osobního kreditu každého občana, který se pak bude zvyšovat nebo snižovat podle jeho společenského chování. Při zpracovávání mimořádně velkého objemu dat se využívají technologie pro analýzu velkých dat. Přesná metodika výpočtu ani jednotlivé aspekty, které vstupují do hodnocení, nejsou známy. Podle medializovaných informací se kredit bude upravovat na základě:
- dodržování legislativy (snížení v případě dopravních přestupků, jízdy na černo nebo kouření na zakázaných místech)
- ekonomického chování (úprava podle struktury nákupů a řádného placení účtů a daní)[7]
- sociálního chování (úprava v závislosti od kreditu lidí, s nimiž občan komunikuje, snížení v případě odmítnutí vojenské služby)
- způsobu využívání digitálních technologií (úprava s přihlédnutím k míře hraní počítačových her, času strávenému na sociálních sítích, sdílení nevhodného obsahu nebo šíření fake news).

Podle různých zpravodajských serverů dosažené „skóre“ ovlivní míru sociálního zabezpečení daného obyvatele, dostupnost a podmínky úvěrových finančních produktů (úvěr, hypotéka, kreditní karta), úroveň přístupu do stravovacích podniků, kvalitu ubytování a turistických služeb, dostupnost jednotlivých způsobů přepravy nebo rychlost internetového připojení, dále rozhodne například o přístupu k lepšímu vzdělání nebo zaměstnání (manažerské pozice v státních podnicích nebo velkých bankách). Nízký kredit pak může způsobit i úplné zamezení přístupu k některým službám – například s platností od 1. května 2018 ztratilo 9 milionů občanů možnost zakoupit si letenky na vnitrostátní lety a 3 miliony možnost cestovat v obchodní třídě ve vlacích, a to po dobu až jednoho roku.
Systém počítá s pravidelným zveřejňováním žebříčků nejlepších a nejhorších občanů, a také s vytvořením „negativních seznamů“, které znemožní získat práci v státních organizacích a společnostech. V praxi byla vyzkoušena i funkce, jež přes telefon informuje o špatném sociálním kreditu volaného.
V roce 2018 bylo na základě sociálního kreditu zabráněno asi stovce lidí vycestování z ČLR.
Podle zprávy úřadů ČLR ze začátku roku 2019 byl na základě sociálního kreditu 17,5 milionům lidí zakázán nákup letenek a 5,5 milionům nákup jízdenek na vlak.
Do systému jsou zapojeny i soukromé společnosti a další právnické osoby v zemi. Při špatném kreditu může být firmě zakázáno např. vydání dluhopisů. Příslušný obchodní registr pro monitorování přešlapů firem se označuje jako National Enterprise Credit Information Publicity System.

## Rizika a kontroverze
Podle mnoha kritiků představuje systém velké nebezpečí z hlediska svobody jednotlivce a společně s obrovským počtem bezpečnostních kamer v zemi (celkem 170 milionů, z nichž mnoho díky moderním softwarovým nástrojům dokáže účinně rozpoznávat obličeje, přičemž v horizontu tří let je plánováno přidání dalších 400 milionů kamer) vytvoří komplexní a mimořádně sofistikovaný systém masového dohledu s politickým přesahem, který lze přirovnat k dystopické vizi Velkého bratra, jež vytvořil George Orwell ve svém románu 1984.
Pro vládnoucí komunistickou stranu je sociální kredit projektem sociálního inženýrství, jehož cílem je vytvořit poslušného, normalizovaného občana. Kritizováno je však používání nových technologií a práce s daty (big data) bez etických zábran. Stigmatizace občana může být opakovaný trest za již potrestaný přestupek či zločin a tím se stává velmi nebezpečnou.
Podle některých názorů může dojít ke zneužívání systému, postupnému rozvrstvení společnosti do několika úrovní a případnému rozvoji korupce. Dalším důsledkem může být zvyšování sociální izolace nízce hodnocených občanů v důsledku omezování kontaktů na sociálních sítích ze strany uživatelů s lepším kreditem (preventivně v zájmu vyhnutí se snížení vlastního hodnocení), případně i osobního kontaktu kvůli prakticky všudypřítomnému kamerovému systému.